# Linea poplitea

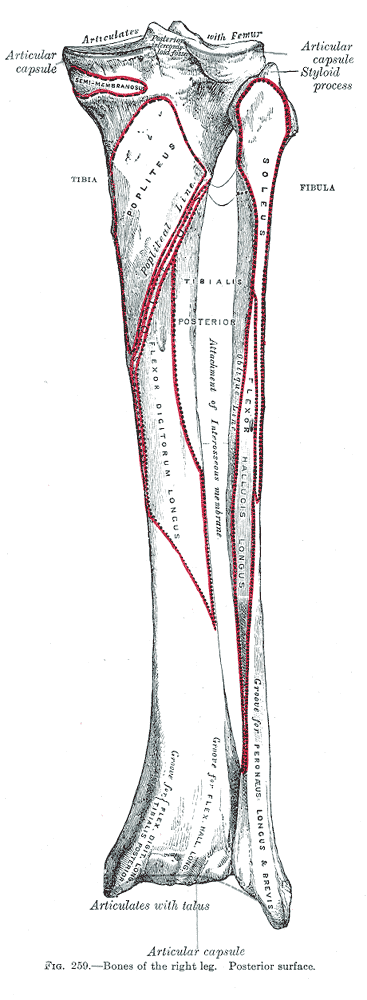
Linea poplitea syns i bildens övre del.

Linea poplitea är en tydlig rand snett över baksidan av skenbenet, högt upp nära knäet.  Den markerar nederkanten av det område där muskeln popliteus sitter fast i skenbenet.  Ytterligare tre muskler, soleus, flexor digitorium longus och tibialis posterior, har också sina fästen vid den här randen.